# Franck Thilliez
Franck Thilliez (Annecy, 15 oktober 1973) is een Franse schrijver van politieromans en thrillers.

## Biografie
Franck Thilliez werkt in de informatietechnologie en woont met zijn gezin in Hauts-de-France, Noord-Frankrijk. Zijn boeken worden in het Nederlands vertaald door Richard Kwakkel.
La Chambre des morts ("Het gruwelhuis") uit 2005 betekende zijn Franse én internationale doorbraak. Het boek werd genomineerd voor belangrijke thrillerprijzen: de Grand Prix RTL-Lire en de Prix des Lectrices ELLE 2006. De SNCF (Franse Spoorwegen) onderscheidde Thilliez ervoor met de Prix du Polar 2006.
La Chambre des morts werd in 2007 onder dezelfde titel verfilmd door Alfred Lot (2007) met Mélanie Laurent als Lucie Henebelle